# متعلجمة والترية
متعلجمة والترز (الاسم العلمي: Batrachoides waltersi) (بالإنجليزية: Walter's toadfish)‏ هي نوع من الأسماك تتبع جنس المتعلجمة من فصيلة المتعلجمات.